# Patriots of Micronesia
Patriots of Micronesia eller Across all Micronesia är sedan 1991 Mikronesiska federationens nationalsång. Melodin är baserad på Ich hab' mich ergeben som i sin tur använder sig av samma melodi som Wir hatten gebauet ein stattliches Haus. Den ersatte då Preamble som använts sedan 1979.

### Fotnoter
1. ↑  När juldagsmorgon glimmar Arkiverad 18 oktober 2014 hämtat från the Wayback Machine.